# Georg Flemmig
Georg Adam Flemmig (* 14. April 1874; † 10. Januar 1950) war ein deutscher Lehrer, Rektor der Stadtschule, religiös-sozialer Volksschriftsteller, Zeitschriftenherausgeber und Ehrenbürger der Stadt Schlüchtern.

## Leben
Georg Flemmig entstammte der seit ca. 1590 in Schlüchtern nachweisbaren Familie Flemmig. Sein Vater war Schuhmacher, sein Bruder Ludwig, in dessen Haus Georg Flemmig als Junggeselle lebte, gründete das Schuhhaus Flemmig (vgl. das heutige Sport Flemmig). Verwandt und gut bekannt war er mit dem aus Schlüchtern stammenden Germanisten Ernst Hadermann, der nach dem Zweiten Weltkrieg an der Landeshochschule Potsdam und nach bis zu seiner Emeritierung an der Universität Wittenberg lehrte.
Georg Flemmig, der seinen Lebensunterhalt als Dorfschullehrer verdiente, war ein belesener, vom Humanismus und vom evangelischen Christentum geprägter Mensch, der sich für Bildung, Kultur, Musik, Stadtgeschichte, Gemeinschaft und Heimat interessierte und eingesetzt hat.
Georg Flemmig, über dessen „persönliche Ausstrahlung geradezu schwärmerich berichtet wurde“, hat Schlüchtern nur selten verlassen. Dennoch war seine Stube „die stille Mitte“ der 1919 von ihm mitbegründeten Neuwerksbewegung. In den wenigen Stuben seiner Wohnung fanden sich viele Gäste ein, darunter Karl Barth, Paul Tillich, der Hamburger Reeder Kurt Woermann und Martin Buber. Neben vielen Konservativen und Sozialisten fanden sich bei ihm auch Regierungsbeamte aus Kassel und vor allem Mitglieder der verschiedenen Jugendbewegungen ein.
Nach ihm ist in Schlüchtern die Georg-Flemmig-Straße benannt.

## Veröffentlichungen
- Dorfgedanken. Band 1 in der Reihe Neuwerk-Volksbücher. Schlüchtern 1921
- Hausbacken Brot. Band 2 in der Reihe Neuwerk-Volksbücher. Schlüchtern 1923
- In der Wochenzeitschrift Der Christliche Demokrat. Wochenblatt für das evangelische Haus,[5] (herausgegeben von Otto Herpel) erschienen zahlreiche Beiträge Georg Flemmigs, darunter ab 1922 die wöchentliche Kolumne Tagebuch eines Neuwerklers.